# ISO 3166-2:BQ
ISO 3166-2:BQ é a entrada para Bonaire, Saba e Santo Eustáquio em ISO 3166-2, parte do padrão ISO 3166 publicado pela Organização Internacional para Padronização (ISO), que define códigos para os nomes das principais subdivisões (por exemplo, províncias ou estados) de todos os países codificados em ISO 3166-1.
Atualmente para Bonaire, Saba e Santo Eustáquio, são municípios do Reino dos Países Baixos, ISO 3166-2 códigos são definidos para 3 os municípios.
Cada código é composto de duas partes, separadas por um hífen. A primeira parte é BQ, o código ISO 3166-1 alfa-2 de Bonaire, Saba e Santo Eustáquio, A segunda parte é de duas letras.
Cada município também é atribuído a sua própria ISO 3166-2 código sob a entrada para os Países Baixos.

## Códigos atuais
Códigos ISO 3166 e nomes das subdivisões estão listadas como é o padrão oficial publicada pela Agência de Manutenção (ISO 3166/MA).
As colunas podem ser classificadas clicando nos respectivos botões.
| Código | Departamento    | Código ISO 3166-2 Países Baixos |
| ------ | --------------- | ------------------------------- |
| BQ-BO  | Bonaire         | NL-BQ1                          |
| BQ-SA  | Saba            | NL-BQ2                          |
| BQ-SE  | Santo Eustáquio | NL-BQ3                          |

## Mudanças
As seguintes alterações para a entrada foram anunciadas em boletins pela ISO 3166/MA desde a primeira publicação da ISO 3166-2, em 1998:
| Boletim | Data da publicação                                        | Descrição da alteração no boletim                                                                               |
| ------- | --------------------------------------------------------- | --- |
| II-1    | 13 de dezembro de 2011 (corrigida 15 de dezembro de 2011) | A adição de código para ISO 3166-1 e ISO 3166-2, a adição de duas divisões e atualização do número de divisões. |